# Lite FM
Lite FM är en lokal radiostation som sänder på frekvensen 101,2 MHz över Trollhättan och Vänersborg och på 94,3 MHz i Lilla Edet. Stationen sänder på närradiotillstånd i Vänersborgs kommun och i Lilla Edets kommun. Stationens musikformat är modern AC.